# 星野ひかる
星野 ひかる（ほしの ひかる、1970年12月14日 - ）は、日本の元AV女優。1990年から1991年までの短い活動期間であったが現在も根強い人気がある。

## 略歴
1990年に『処女宮・第2章 天使の濡れた丘』でデビュー。以降の作品も含めてリリースは8本のみで1年に満たない活動期間であった。しかしその間、グラビアを席捲し、美少女AV女優として高い人気を集めた。
アダルトビデオ30周年記念企画（AV30）として2012年1月5日から2月29日まで行われた人気投票で13位に選ばれている。

## 出演作品

### アダルトビデオ（撮りおろし作品のみ）
※ LD盤もタイトルそのままにそれぞれ発売｡
- 処女宮・第2章 天使の濡れた丘 （1990年6月16日、ティファニー）
- 世にもHな物語 バナナにキッス! （1990年7月14日、ティファニー）
- にゃんにゃんパラダイス ひかる、どこまでやるの!! （1990年8月31日、ティファニー）
- ビショ濡れ天使 いきなりクライマックス （1990年9月22日、ミス・クリスティーヌ）[4]
- 淫・ザ・ハード ひかるの異常体験 （1990年10月17日、ティファニー）
- 固くなるまで待てない ひかるの淫パクト・ラブ （1990年11月8日、SAMM）
- ひかるの失神クリニック 性感療法 （1990年12月8日、ミス・クリスティーヌ）
- 幼な妻・ひかる 今夜もなすがまま （1991年2月14日、SAMM）

### アダルトDVD
- 星野ひかる大全集I （1997年03月21日、h.m.p）
- 星野ひかる大全集II （1998年12月28日、h.m.p）
- Good Luck1999 （1999年12月10日、h.m.p） - 2枚組・全作品完全収録。ボーナス映像付き。
- Lovely （2000年7月7日、芳友舎J）
- 星野ひかる 完全版1〜8
- SEX BOX （2003年12月21日、ビデオバンク）
- まるごと星野ひかる （2005年6月25日、h.m.p） - 星野ひかる大全集Ⅰ･IIの合体盤｡
- あのアイドルが新基準モザイクで蘇る 星野ひかる （2006年8月21日、h.m.p）
- 星野ひかる 8時間 （2011年11月4日、h.m.p） - 2枚組・全作品完全収録。
- 殿堂入り＃01 星野ひかるベスト 4時間 （2015年5月1日、h.m.p）[2]

### その他の媒体

#### CD-ROM
- Sweet7
- HoneySpecial

#### VIDEO-CD
- 星野ひかるコレクション1〜3

## 書籍

### 写真集
- キスして抱いて （1990年11月10日発行、芳友舎、撮影：鯨井康雄） ISBN 978-4893920577
- 星野ひかる写真集 （1991年3月20日発行、スコラ、撮影：日影海平） ISBN 978-4796200349

### 雑誌
- アップル通信 1990年10月号（表紙）
- ビデオ・エックス 100号記念特別増刊号 （1991年11月20日）

## 備考
- 2004年4月に「星野ひかる」という同姓同名のストリッパーがデビューしたが、別人である。一部の劇場では、宣材写真として本項の「星野ひかる」のポスターが使用されたため、劇場に足を運んだ往年のファンもいて混乱が生じた。混同を避けるためか、後に平仮名の「ほしのひかる」に改名している。